# Copa RN
De Copa RN is de staatsbeker voor voetbalclubs uit de Braziliaanse staat Rio Grande do Norte. De competitie wordt georganiseerd door de FNF. Van 2004 tot 2007 werd de competitie gespeeld als een apart toernooi, daarna werd deze geïntegreerd in het Campeonato Potiguar en wordt daar gespeeld als het eerste toernooi. De winnaar plaatst zich voor de finale om de titel en voor de Copa do Brasil van het daaropvolgende jaar. Sinds 2013 plaatst de club zich ook voor de Copa do Nordeste van het daaropvolgende jaar.

## Winnaars
- 2004 -  Baraúnas
- 2005 -  ABC
- 2006 -  América de Natal
- 2007 -  Baraúnas
- 2008 -  ABC
- 2009 -  ASSU
- 2010 -  Corintians
- 2011 -  ABC
- 2012 -  América de Natal
- 2013 -  América de Natal
- 2014 -  Globo FC
- 2015 -  ABC
- 2016 -  ABC
- 2017 -  ABC